# Локотьков
Локотьков (укр. Локотьків) — бывшее село в Черниговском районе Черниговской области Украины. Село было подчинено Пакульскому сельсовету.

## История
к.В 1859 году в селе было 13 дворов и проживало 77 человек.
По состоянию на 1983 год население — 150 человек.
В 1986 году после аварии на ЧАЭС жителей села переселили в село Кошевка, а село сравняли с землёй. Село находится в «зоне безусловного отселения» согласно указам Совета министров УССР
Решением Черниговского областного совета от 27.03.2001 года село снято с учёта, в связи с переселением жителей.

## География
Было расположено на левом берегу реку Пакулька — севернее села Линея. Было две улицы. На севере у реки было два кладбища.